# 5701-es mellékút (Magyarország)
Az 5701-es mellékút egy nagyjából 36 kilométeres hosszúságú, négy számjegyű mellékút Baranya vármegye területén; az 57-es főút versendi szakaszától húzódik, Bóly, Villány és Siklós érintésével, bár mindhárom város lakott területeit elkerülve, Harkányig. Térképi adatok alapján úgy tűnik, hogy a 20. század végén még áthaladt mindhárom említett városon, belterületeket elkerülő szakaszai az utóbbi néhány évtizedben létesültek.

## Nyomvonala
Versend közigazgatási határai között, a község lakott területének déli szélétől mintegy egy kilométerre nyugatra ágazik ki az 57-es főútból, annak a 14+100-as kilométerszelvénye közelében, dél felé. Körülbelül 400 méter után, felüljárón, csomóponttal keresztezi az M60-as autópálya nyomvonalát, mindössze néhány lépésnyire annak a 6. kilométerétől. 800 méter teljesítése után átlép Bóly határai közé, másfél kilométer megtétele után ott keresztezi a város főutcájának számító 5704-es utat is, annak 13+800-as kilométerszelvénye közelében. Bólyt egyébként ennél jobban nem érinti, a belterületét nyugat felől kerüli el; 3,5 kilométer megtétele után még beletorkollik északkelet felől a települést északkelet-délnyugati irányban átszelő számító 5714-es út, majd délnyugatnak fordul és hamarosan – körülbelül 4,8 kilométer után – Borjád területére lép.
Borjád lakott területein a 7. és 8. kilométerei között halad keresztül, előbb Kossuth Lajos utca néven, nyugati irányt követve, majd délnek fordulva, Deák Ferenc utca, utoljára pedig Rákóczi Ferenc utca néven. A központban kiágazik belőle nyugat felé az 57 103-as számú mellékút, mely a zsáktelepülésnek számító Nagybudmérre vezet, és a hasonló adottságokkal bíró Kisbudmér is ezen érhető el. A kilencedik kilométerétől az út már Pócsa határai közt halad, az egyutcás kistelepülés első házait 10,3 kilométer után éri el, és belterületi szakaszának hossza az egy kilométernyit sem éri el.
Nagyjából 13,2 kilométer után éri el Villány északi határát; a 14. kilométere után kiágazik belőle kelet felé az 57 105-ös számú mellékút, amely Márok községbe vezet, majd felüljárón, nyílt vonali szakaszon keresztezi a Pécs–Mohács-vasútvonal vágányait. 14,4 kilométer után kiágazik belőle nyugat-délnyugati irányban az 5705-ös út, mely Villány központján vezet végig, az 5701-es viszont dél felől elkerüli a várost, bár közben maga is nyugatabbi irányt vesz. 15,3 kilométer után találkozik az 5702-es úttal, rövid közös szakaszuk következik – kilométer-számozás tekintetében egymással ellentétes irányban –, majd egy körforgalmú csomópontban újra különválnak. A 16. kilométerét elhagyva az út keresztezi a Középrigóc–Villány-vasútvonal és a Villány–Magyarbóly-vasútvonal közös szakaszát, 18,5 kilométer után pedig, a város délnyugati szélét is elhagyva, egy újabb körforgalmú csomópontban visszatorkollik bele az 5705-ös út.
19,1 kilométer után lép az út Nagyharsány területére; mintegy négyszáz méterrel arrébb lehet letérni északi irányban a Szársomlyó Természetvédelmi Terület és annak keleti részén létesített szoborpark, illetve a Nagyharsányi csata emlékhelye felé, míg magát a települést 21,7 kilométer után éri el. Települési neve a központig Petőfi Sándor utca, majd onnan tovább nyugatra Kossuth Lajos utca; ott, ahol nevet vált, ott egyben kiágazik belőle az 5708-as út, ez Beremenden át az országhatárig vezet. A település nyugati szélén, 23,7 kilométer után keresztezi a Középrigóc–Villány-vasútvonal iparvágányát, mely a nagyharsányi kőbányához vezet, majd elhalad Nagyharsány vasútállomás térsége mellett.
A 25. kilométerétől Kisharsány határai közt húzódik, a vasútvonallal párhuzamosan, eközben 25,7 kilométer után kiágazik belőle észak felé az 5715-ös út, ez Kisharsány központjába, majd azon keresztül Nagytótfalun át Siklós határszéléig vezet. A 26. kilométerétől jó másfél kilométeren át maga az út is nagytótfalui határok közt folytatódik, de ott lakott területeket nem érint; nagyjából 27,5 kilométer után pedig Siklós területére lép. Körülbelül egy kilométeren át még a vasúttal párhuzamosan halad nyugat felé, majd kissé északabbnak fordulva elválik attól, néhány lépéssel arrébb pedig kiágazik belőle nyugat felé az 5712-es út, mely áthalad a város központján, és Drávaszabolcs központjában ér véget.
Az elágazás után az 5701-es út északnyugatnak fordul, így érkezik el, 29,8 kilométer megtétele után egy körforgalmú csomóponthoz: ott északkelet felől a Kozármislenytől idáig húzódó 5711-es út torkollik bele, annak folytatása pedig önkormányzati útként folytatódik Siklós belvárosáig. A körforgalmat elhagyva az út lassanként újból nyugatabbi irányt vesz, így érkezik el 32,3 kilométer után egy újabb körforgalomhoz, ahol dél felől a város központjából északnyugati irányban kivezető, jelenleg szintén számozatlan, 9nkormányzati fenntartású út csatlakozik bele, észak felé pedig a Siklóshoz tartozó Máriagyűd-Újtelepre lehet letérni. A következő bő egy kilométeres szakaszon Máriagyűd belterületének déli szélén húzódik, s még mielőtt elhagyná a község utolsó házait, még egy kereszteződése van: az ott észak felé kiágazó út a búcsújáróhely központjába, ellenkező irányú párja pedig a már megszűnt vasútállomásához vezet.
35,3 kilométer után lépi át az útjába eső utolsó település, Harkány határát, ami után ismét kicsit északabbi irányba fordul. Lakott területeket itt már nem érint, és nem sokkal ezután véget is ér, beletorkollva az 58-as főútba, annak a 21+900-as kilométerszelvénye közelében, Harkány központjától mintegy 3 kilométerre északra.
Teljes hossza, az országos közutak térképes nyilvántartását szolgáló kira.kozut.hu adatbázisa szerint 36,046 kilométer.

## Története
1934-ben a kereskedelem- és közlekedésügyi miniszter 70 846/1934. számú rendelete Bóly és Virágos közti szakaszát harmadrendű főúttá nyilvánította, a Pécsvárad-Magyarbóly közti 633-as főút részeként; Virágos és Harkány közti szakasza ugyanakkor a 634-es útszámozást kapta. A döntés annak ellenére született meg, hogy (a rendelet alapján 1937-ben kiadott közlekedési térkép tanúsága szerint) a Bóly-Virágos szakasz akkor még szinte végig kiépítetlen volt. Az akkori és a jelenlegi nyomvonal között komolyabb különbség annyi volt, hogy a régi út még Villány és Siklós központján is áthaladt. 
A Kartográfiai Vállalat 1970-ben megjelentetett Magyarország autótérképe 1:525 000 című kiadványa a Bóly és Borjád közti útszakaszt egyéb besorolású, nem pormentes (lényegében tehát szilárd burkolat nélküli) útként tünteti fel. Ugyanez a szakasz az 1990-es kiadású Magyarország autóatlaszában, az út többi részéhez hasonlóan már burkolt útként szerepel.
A mellékút eredeti nyomvonala Bóly, Villány és Siklós városok központján is átvezetett, valószínűleg a kezdő- és a végpontja sem volt azonos a jelenlegivel. Az M60-as autópálya megépítése előtt feltehetőleg Szajkon ágazott ki az 57-es főútból, majd áthaladt Bóly központján, az a szakasz ma az 5714-es számozást viseli. Villányon átvezető korábbi szakasza a várost elkerülő szakasz átadását követően 5705-ös útszámot kapta. Eredeti siklósi szakasza az elkerülő átadását követően a város központjáig az 5712-es út része lett, folytatását pedig a belterület nyugati széléig önkormányzati úttá nyilvánították. Nem egyértelmű, hogy utolsó szakasza a mai irányának megfelelően, Máriagyűd érintésével húzódott-e, vagy Harkány központjába vezetett, utóbbi útvonal ma 57 133-as számmal öt számjegyű mellékút.
Az előbb említett, az út által ma már elkerült városok közül először Siklóshoz építettek elkerülőt. 1990-ben született döntés egy Siklóst északról elkerülő út megépítéséről, aminek a kiviteli terve 1994-re készült el. Forráshiány miatt az építkezést csak 1998 novemberében kezdték meg, az elkészült útszakaszt 1999. szeptember 24-én adták át a forgalomnak. Az elkerülő földmunkái során mamutcsontot, valamint Balaton és Kőrös-Starčevo kultúrák telepének maradványait tárták fel.
A Duna-Dráva Cement beremendi gyáregységének tehergépjármű-forgalma ezen a mellékúton bonyolódott le, Villány belterületén át, így 2010-re a napi közel 4000 áthaladó gépjárműből a nehézgépjárművek részaránya elérte a 25%-ot. A Dél-dunántúli Operatív Program keretében tervezett új, a belterületi utakat kiváltó 4,25 km hosszú elkerülő építésére 2010 februárjában hirdették ki a kivitelezőt. Az utat eredetileg 2011 őszéig kellett volna befejezni, azonban az utat építő cég kivonult az országból, az építést folytató cég ellen pedig felszámolási eljárás indult, ezért a NIF kezdeményezte a szerződés felbontását. Az újabb közbeszerzést 2012 decemberében írták ki, az új kivitelezővel 2013 júliusában kötötték meg a szerződést. Az elkerülő utat 2014 októberében adták át, amivel egy időben átterelték erre a nyomvonalra az 5701-es mellékutat is. A pályaszakaszon az országban elsőként gumibitumenes aszfaltkeveréket alkalmaztak, amihez 22 ezer használt gumiabroncsot hasznosítottak újra. A mellékút ezen elkerülő szakaszához fog csatlakozni az M6-os autópálya új villányi csomópontjához vezető bekötőút.

## Települések az út mentén
- (Versend)
- Bóly
- Borjád
- Pócsa
- Villány
- Nagyharsány
- (Kisharsány)
- (Nagytótfalu)
- (Siklós)
- Máriagyűd (Siklós településrésze)
- (Harkány)